# Amphioplus aciculatus
Amphioplus aciculatus är en ormstjärneart som beskrevs av Ole Theodor Jensen Mortensen 1936. Amphioplus aciculatus ingår i släktet Amphioplus och familjen trådormstjärnor. Inga underarter finns listade i Catalogue of Life.